# Friedrich Wilhelm Noë
Friedrich Wilhelm Noë (1798-1858) fue un botánico alemán nacido en Berlín. Trabajó como farmacéutico en Rijeka (Croacia) durante varios años. En 1844 se estableció en Estambul y pasó a desempeñarse como director del jardín botánico de la Escuela Imperial de Medicina de Galatasaray Lise. La mayoría de sus expediciones las realizó hasta 1854. Murió en Estambul en 1858.

## Honores

### Eponimia
- (Asteraceae) Aster noeanus Sch.Bip. ex Nyman[2]

- (Balsaminaceae) Impatiens noei Craib[3]

- (Capparaceae) Cleome noeana Boiss. & Popov[4]

- (Chenopodiaceae) Halocharis noeana Iljin[5]

- (Convolvulaceae) Erycibe noei Kerr[6]

- (Fabaceae) Trifolium noeanum Rchb. ex W.D.J.Koch[7]

- (Lamiaceae) Rosmarinus × noeanus Maire ex Rosua[8]

- (Lythraceae) Lagerstroemia noei Craib[9]

- (Scrophulariaceae) Lindernia noei Kerr ex Barnett[10]

- La abreviatura «Noë» se emplea para indicar a Friedrich Wilhelm Noë como autoridad en la descripción y clasificación científica de los vegetales.[11]